# Kunst- und Wunderkammer der württembergischen Herzöge

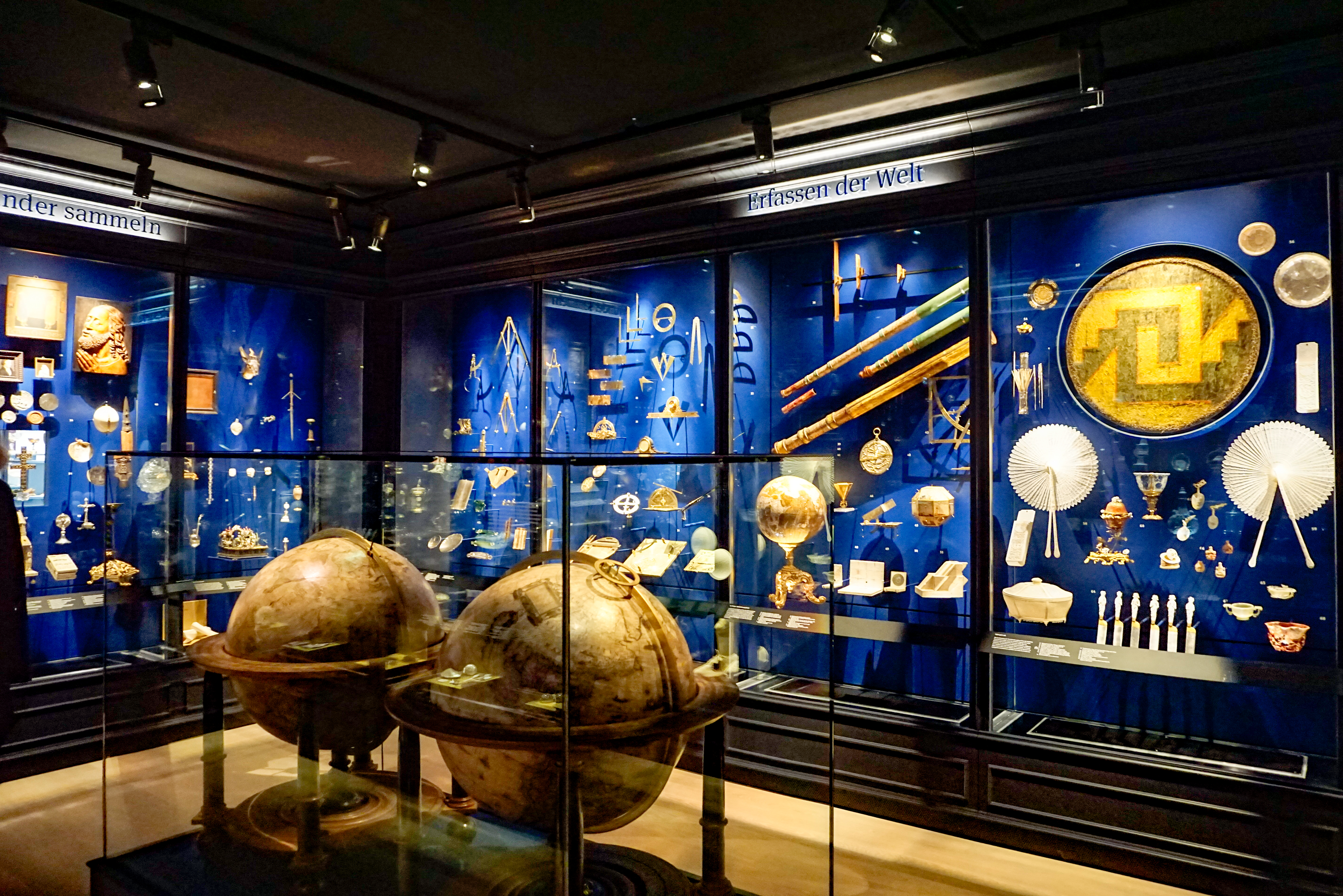
Blick in die heutige Kunstkammer

Die Kunst- und Wunderkammer der württembergischen Herzöge war eine vorwiegend der Repräsentation dienende Sammlung von Kunstwerken, Naturalien und Kuriositäten, die von Herzog Friedrich I. begründet wurde. Heute ist die Sammlung inszenierter Bestandteil des Museumskonzeptes Wahre Schätze im Landesmuseum Württemberg und wird im Stuttgarter Alten Schloss gezeigt. Sie ist auch die Vorgängersammlung des Staatlichen Museums für Naturkunde Stuttgart.

## Geschichte
Eine erste Erwähnung findet sich im Jahre 1596 in einem Bericht des Basler Arztes Felix Platter. Herzog Friedrich I, der von 1593 bis 1608 regierte, hatte Kunstverständnis und historische Interessen. Er legte den Grundstock der Sammlung an, die zunächst aus mitgebrachten Objekten seiner Reisen nach Italien, Ungarn und in Gebiete des heutigen Österreichs bestand. Schon vor seinem Regierungsantritt in Württemberg veranlasste er Grabungen nach römischen Artefakten in Mandeure, das zu seiner Herrschaft Mömpelgard gehörte. Auf ihn geht auch die Anlage einer Münzsammlung zurück. Um 1598 bis 1600 versuchte Friedrich für seine Wunderkammer Münzen zu bekommen, die angeblich durch die Berührung einer „verhexten Magd“ zu Gold geworden sein sollten. Um 1600 besuchte der Herzog in Venedig Kunsthändler und kaufte Antiquitäten. Er sammelte auch Objekte aus der Neuen Welt. Alte Rechnungen belegen, dass er in Nürnberg von Levinus Hulsius indianische Sachen gekauft habe. Allerdings wurde damals sowohl die amerikanische als auch die ostasiatische Kultur als indianisch bezeichnet. Aus noch nicht säkularisierten Klöstern ließ Friedrich silbernes Gerät beschlagnahmen, um es in seiner Schatzkammer zu verwahren. Nach dem Tode der Herzogin Sibylla, 1614, gelangten Teile ihres Nachlasses in die Kunstkammer. Dazu gehören die beiden Pokale aus Perlmutt in Schneckenform, gefasst in Gold, Schalen und Becher aus Elfenbein, sowie ein mit Edelsteinen verzierter schwarzer Schreibtisch, das sogenannte Mömpelgarder Kabinett. In der Kammer befanden sich auch die Stammkleinodien; das waren Schmuckstücke, die nicht verkauft werden durften.  Es handelte sich bei diesen Kleinodien vorwiegend um Stücke mit hohem Materialwert, deren künstlerischer Wert nach heutigen Maßstäben hingegen nicht sehr hoch eingeschätzt wird.
Aus dem Jahr 1616 liegt eine ausführliche Beschreibung durch den reisenden Kunstagenten Philipp Hainhofer vor.

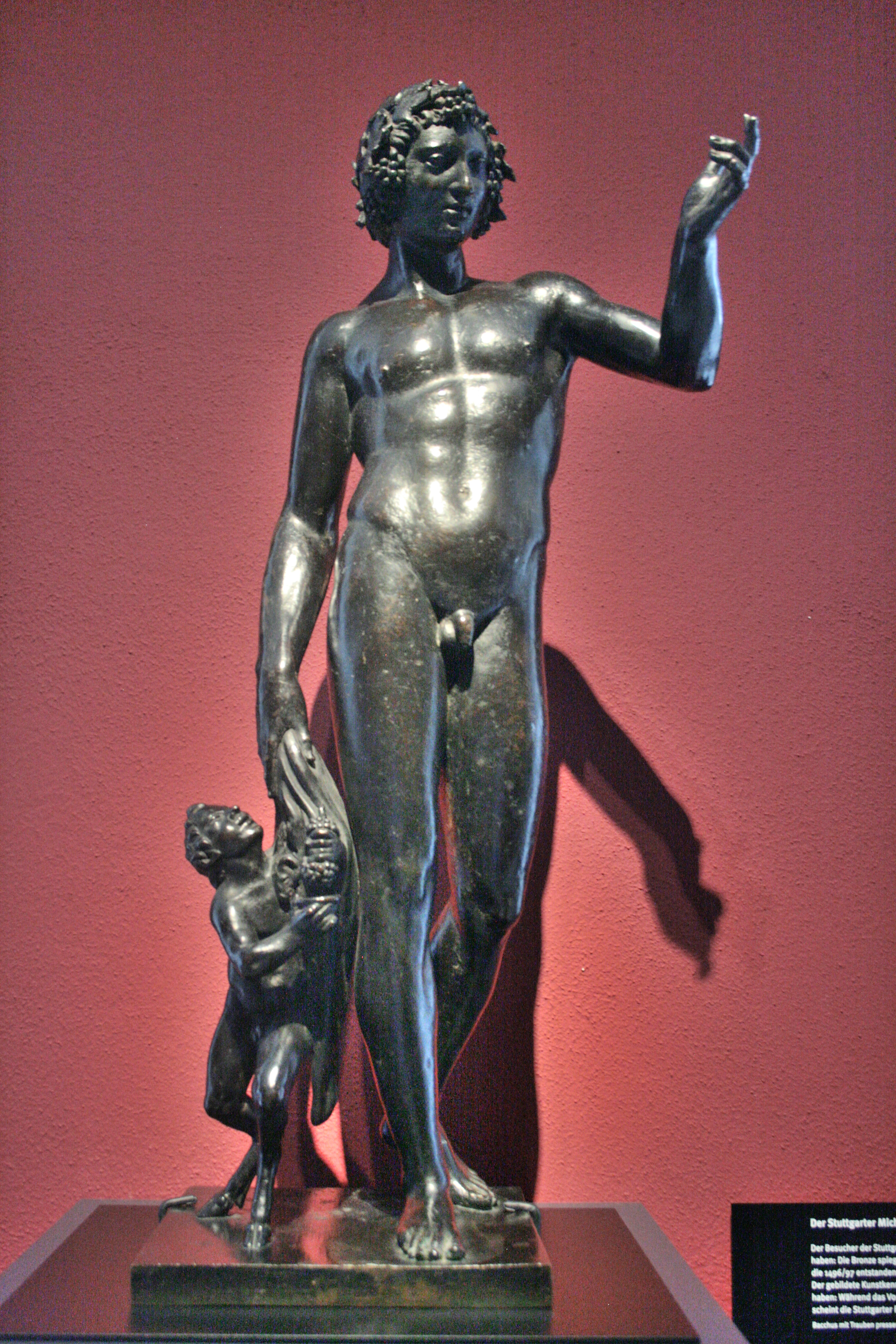
Bacchus mit Trauben pressendem Faun (16. Jahrhundert)

Im Jahr 1634, nach der Schlacht von Nördlingen im  Dreißigjährigen Krieg,  wurde die Sammlung geplündert und unter den Siegern aufgeteilt. Wieder aufgebaut und erweitert wurde sie durch Johann Friedrichs Nachfolger, dem Herzog Eberhard III, nach seiner Rückkehr aus Straßburg. Er ließ sie 1642 im Stuttgarter Neuen Lusthaus präsentieren und zur Betreuung einen Archivar einstellen. Bestand die Sammlung der Kunstkammer ursprünglich vor allem aus Stücken der klassischen, vor allem römischen Antike, kamen später auch Münzsammlungen, Naturalien aller Art, Geschirr, Geschenke anderer Fürsten und Kuriositäten unterschiedlichster Art hinzu. Die Herzöge nutzten die Kunstkammer, um ihren Gästen bei Festen ihre Schätze zu zeigen, die Unterhaltung zu fördern und sie mit anderen fürstlichen Sammlungen zu vergleichen, auch um Ankäufe zu besprechen. 1886 wurde sie als Königliches Kunstkabinett zu einem Museum umgestaltet, das heute Bestandteil im Konzept des Landesmuseums Württemberg ist.
Zur Kunstkammer gehörte ursprünglich auch eine 1611/1612 im Neuen Bau eingerichtete Rüstkammer, die vor allem Waffen und Rüstungen enthielt, sowie 11 Pferde und Reiter und eine große Zahl an Turnierausrüstungen. Vorbild dieser Rüstkammer war für Herzog Johann Friedrich eine vergleichbare Einrichtung des Großherzogs Ferdinand I. in Florenz, die Friedrich im Jahr 1600 besucht hatte.

## Exponate (Auswahl)

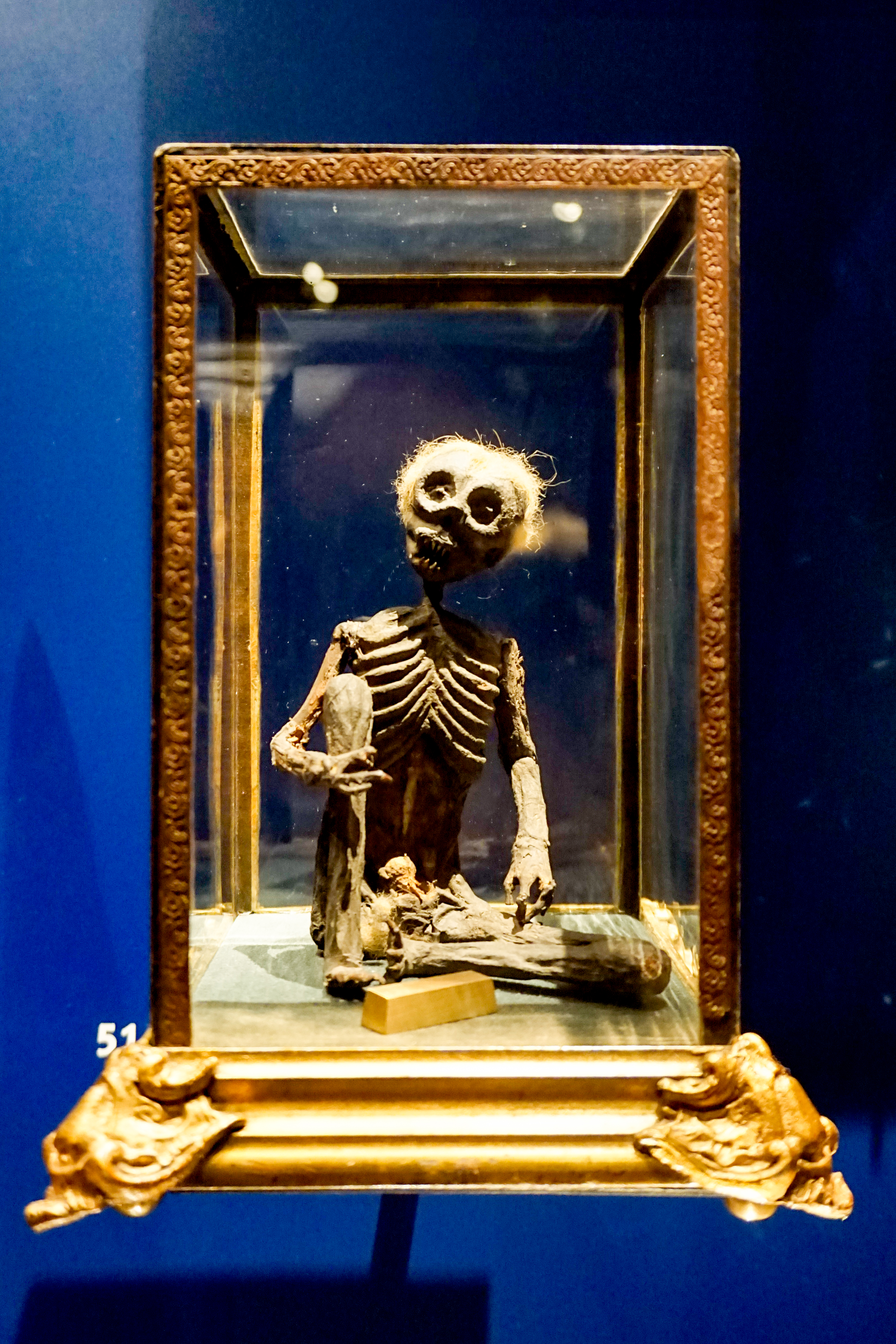
Homunkulus im Glaskasten

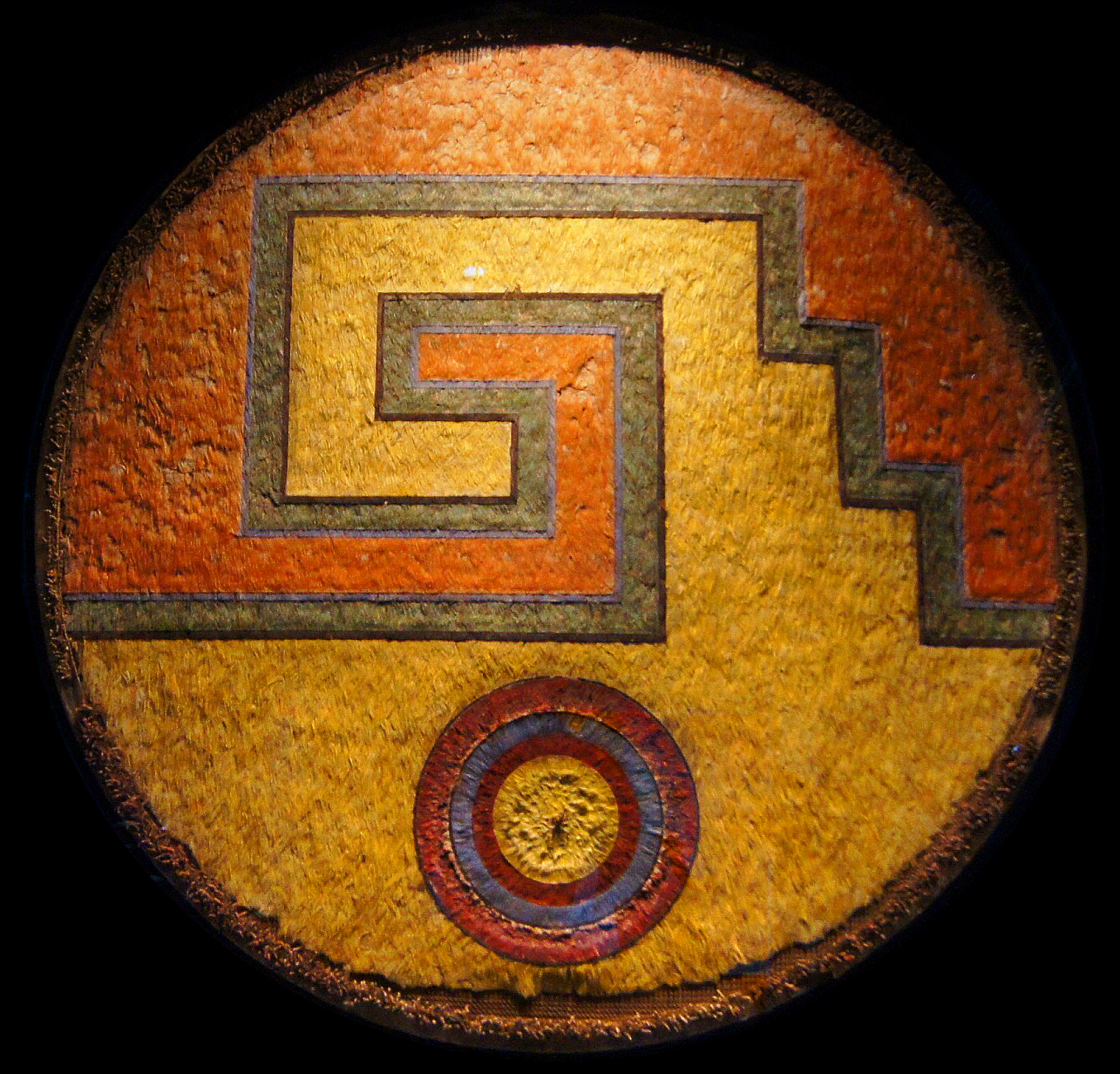
Aztekischer Federschild „Mäander und Sonne“ (um 1520)

Das einzige original erhaltene Möbelstück aus der ursprünglichen Kunstkammer ist ein runder Tisch, früher mit einem aufgesetzten Globus, auf dessen etwa zwei Meter im Durchmesser messender Platte Notensätze und Liedtexte zur Ehre des Herzogs stehen. Aus der römischen Antike stammt die Statue eines Iupiter Dolichenus (Bild), die etwa 1655 im Hafen von Marseille gefunden wurde. Es ist das einzige identifizierte Objekt aus der Antike des Mittelmeerraums in der Kunstkammer. Es trägt die lateinische Inschrift: DEO DOLICHENIO OCT PATERNVS EX IVSSV EIVS PRO SALVTE SVA ET SVORVM. Die Kunstkammer enthält viele bemerkenswerte Exponate, darunter den Panzer einer karibischen Karettschildkröte aus der Zeit um 1600, die mit dem württembergischen Wappen bemalt ist (Bild). 1777 kam der Unterkiefer eines Walrosses hinzu, der ursprünglich als Teil eines Flusspferdes aufgefasst wurde. Er trägt die Inschrift: Hippopotami (Bild). Neben Naturalien gibt es auch Repliken der großen bekannten Kunstwerke der Zeit. Der Merkur aus dem 17. Jahrhundert, nach Giovanni Bolognas Werk von 1580, war in fast allen Kunstkammern der europäischen Fürstenhäuser vorhanden (Bild). Eine Replik nach Michelangelo aus dem 16. Jahrhundert stellt die Bronze Trunkener Bacchus, aber ohne Trinkgefäß, dar (Bild). Im 17. Jahrhundert waren die Werke Albrecht Dürers sehr bekannt und beliebt. In der Kunstkammer gibt es den Triumphzug Kaiser Maximilians I. als Relief aus dem 17. Jahrhundert, vermutlich in Augsburg hergestellt. Weitere Objekte sind Jagdtrophäen, nautische und astronomische Instrumente, sowie christliche Gegenstände, darunter ein Reliquienschrein in Basilikaform aus Elfenbein, Köln etwa 1200 (Bild), oder ein Reliquienkästchen, ebenfalls Elfenbein, das aus dem Jahr 1000 aus Byzanz stammen soll. Auch Stücke aus Übersee sind in der herzoglichen Kunstkammer erhalten geblieben. Aus der mittelamerikanischen Aztekenkultur um 1520 stammen zwei leuchtend farbige Federschilde mit mäanderartigem geometrischem Muster, die 1599 nach Stuttgart gelangten (Bild). Weltweit gibt es noch zwei weitere dieser Schilde, je eins in Wien und Mexiko. Diese Schilde wurden bei Kostümumzügen getragen.
Doch nicht nur ernsthafte Objekte enthält die Kammer. Eberhard III, war offenbar als barocker Fürst auch dem derben Humor nicht abgeneigt. 1669 ließ er eine kleine Bronzefigur aus den Niederlanden (Mitte des 17. Jahrhunderts) aufstellen, ein von Metall gegossenes Bäuerlein, so ein Tobacktrinker und zumal sein Notdurft s.v. verricht [...] dass solches hinfüro das Wortzeichen sein soll [...] wan man ein rauchkerz darunter stellt, bläst er an unterschiedlichen Orten rauch von sich (aus den Inventarverzeichnissen von 1705 und 1723). Werner Fleischhauer schreibt dazu: Es liegt ein in seiner Widersprüchlichkeit echt barocker Gedanke darin, daß ausgerechnet eine so derbdrastische Figur zum Symbol einer Sammlung [wurde], der der Herzog eben jetzt zu einem gewissen Grade eine wissenschaftliche Aufgabe gestellt hatte.